# André Cardoso
André Fernando Santos Cardoso Martins (ur. 3 września 1984 w Gondomar) – portugalski kolarz szosowy, zawodnik profesjonalnej grupy Trek-Segafredo.

## Najważniejsze osiągnięcia
2009
- 17. miejsce w mistrzostwach świata (start wspólny)

2010
- 3. miejsce w mistrzostwach Portugalii (start wspólny)
- 15. miejsce w mistrzostwach świata (start wspólny)

2011
- 2. miejsce w Volta a Portugal
  - 1. miejsce na 8. etapie

## Starty w Wielkich Tourach
| Grand Tour | 2011 | 2012 | 2013 | 2014 | 2015 | 2016 |
| ---------- | ---- | ---- | ---- | ---- | ---- | ---- |
| Giro       | -    | -    | -    | 20.  | 21.  | 14.  |
| Tour       | -    | -    | -    | -    | -    | -    |
| Vuelta     | -    | 21.  | 16.  | 25.  | 18.  | -    |